# 早期警戒衛星

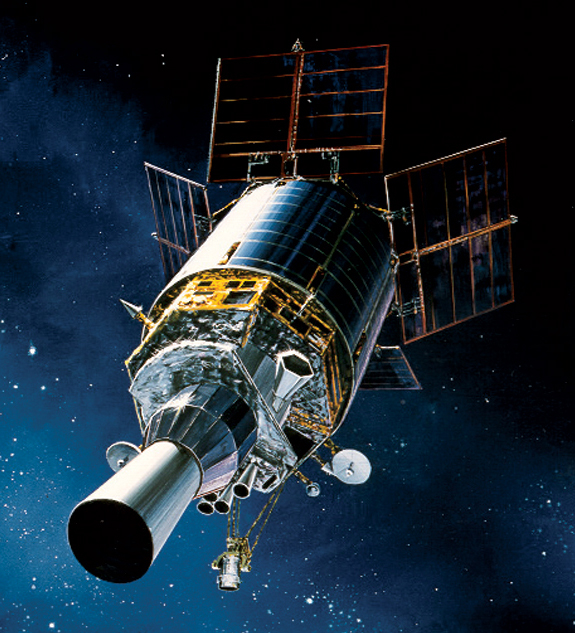
アメリカのDSP衛星（想像図）

早期警戒衛星（そうきけいかいえいせい）は、偵察衛星に分類される軍事衛星である。その主な任務は、弾道ミサイル発射の探知にある。アメリカ合衆国のDSP衛星や、旧ソビエト連邦およびロシアのコスモス衛星の一部がこれにあたる。
ミサイルの発射探知は主に、その発射炎を赤外線カメラによって探知することにより行う。一般の写真偵察衛星が低い軌道を周回するのに対して、早期警戒衛星は地球上の広い範囲を常時監視するという任務上、静止軌道ないしはモルニヤ軌道といった高い軌道を採用することが多い。
由来は、冷戦時代にアメリカ合衆国およびソビエト連邦が互いの大陸間弾道ミサイル発射を警戒し、有事にあたってその攻撃に即応し反撃するために考えられたものである。冷戦が終わったのちに起きた湾岸戦争に際しては、イラクのスカッドミサイル発射などを捉らえ、パトリオット部隊などに警報を発することで、弾道ミサイルの迎撃における有用性を示した。
現在、開発・運用中のミサイル防衛 (MD) には欠かせないものとなっている。

## アメリカ合衆国の早期警戒衛星
- MIDAS衛星
- DSP衛星
- SBIRS（宇宙配備赤外線システム）

## ソ連・ロシアの早期警戒衛星
- Oko早期警戒衛星
- Prognoz早期警戒衛星

## フランスの早期警戒衛星
- Spirale衛星

## 参考リンク
- Missile Early Warning Satellites U.S Centennial of Flight Commission
- EКС: российская система раннего предупреждения о ракетном нападении космического базирования.The Space Review. Часть 1 pikab Airlibra （Личный блог）
- L'alerte précoce Distination Orbite
- 导弹预警卫星＋GPS卫星＋通信卫星plus发射，美天军的“四板斧” 腾讯